# Miridiba
Miridiba är ett släkte av skalbaggar. Miridiba ingår i familjen Melolonthidae.

## Dottertaxa tillMiridiba, i alfabetisk ordning[1]
- Miridiba abdominalis
- Miridiba aequabilis
- Miridiba bilobata
- Miridiba brancuccii
- Miridiba castanea
- Miridiba ciliatipennis
- Miridiba coromandeliana
- Miridiba diversiceps
- Miridiba excisa
- Miridiba formosana
- Miridiba furcillata
- Miridiba gravida
- Miridiba hanoiensis
- Miridiba herteli
- Miridiba hirsuta
- Miridiba hybrida
- Miridiba imitatrix
- Miridiba koreana
- Miridiba kuraruana
- Miridiba laosana
- Miridiba lasallei
- Miridiba leucophthalma
- Miridiba longula
- Miridiba newari
- Miridiba pilosella
- Miridiba pseudosinensis
- Miridiba recta
- Miridiba saigonensis
- Miridiba schoolmeesteri
- Miridiba siamensis
- Miridiba sinensis
- Miridiba sus
- Miridiba thai
- Miridiba trichophora
- Miridiba tuberculipennis